# Plazas de soberanía

Lägeskarta

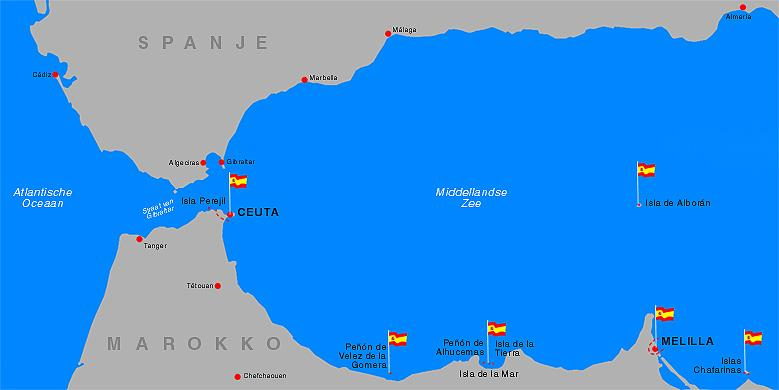
Områdeskarta

Plazas de soberanía (spanska för "platser under [Spaniens] suveränitet" för att skilja dem från det dåvarande spanska protektoratet, även África Septentrional Española "Spanska Nordafrika") är en grupp landområden på och utanför Marockos kust. Områdena tillhör Spanien men Marocko gör anspråk på dessa områden.
Plazas de soberanía är ett av de få kvarvarande europeiska territorierna på eller i anslutning till Afrikas fastland.

## Geografi
Plazas de Soberania delas i två områden, alla områden klassas som del av Spanien och ingår därmed i Europeiska unionen. Isla Perejil betraktas numera mer som ett ingenmansland. Geografiskt, men inte politiskt, hör även Isla de Alborán till området.

### Plazas mayores
Plazas mayores, de "större platserna", är benämningen på de två städerna med autonom förvaltning (ciudades autónomas) inom området:
- Ceuta: yta: 19,5 km², befolkning: cirka 84 000 invånare
- Melilla: yta: 12,3 km², befolkning: cirka 82 000 invånare

### Plazas menores
Plazas menores, de "mindre platserna", är benämningen på de områdena av småöar utmed Marockos kust. Öarna saknar fast befolkning förutom de militärstyrkor som Spanien har stationerade där. Särskilt tillstånd krävs för att besöka plazas menores.
- Isla Perejil: Persiljeön, yta: 0,15 km², cirka 6 km nordväst om Ceuta

- Peñón de Vélez de la Gomera: La Gomeraklippan, yta: 0,19 km², cirka 120 km sydöst om Ceuta

- Peñón de Alhucemas: Alhucemasklippan, i ögruppen Islas Alhucemas (med småöarna Isla de Mar och Isla de Tierra, yta: 0,015 km², cirka 90 km väster om Melilla

- Islas Chafarinas: Chafarinaöarna (med småöarna Isla del Congreso, och Isla de Isabel II och Isla del Rey, yta: 0,52 km², cirka 45 km öster om Melilla

## Historia

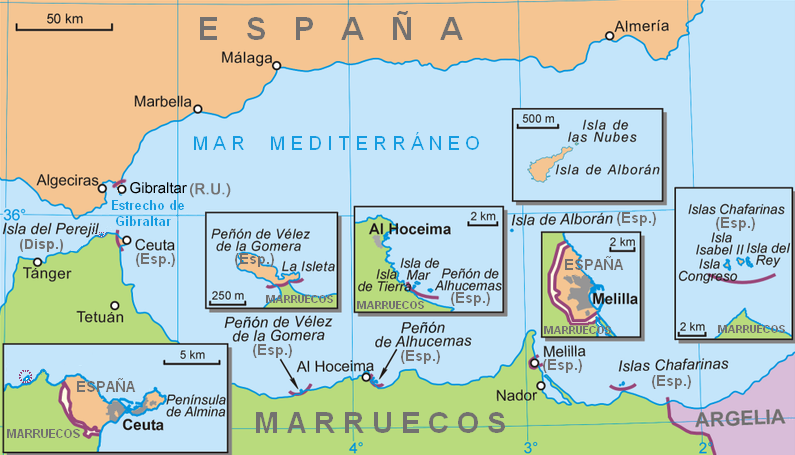
Karta över "Plazas de Soberania"

De olika områdena har varit under spansk överhöghet med början från 1400-talet. Plazas de soberania ingår inte i någon av Spaniens autonoma regioner utan står under direkt förvaltning av Spaniens regering.
Den 21 augusti 1415 blev Ceuta och Isla Perejil först del av Portugal under kung Johan, Portugals överhöghet erkändes 4 sep 1479 (Alcáçovasfördraget). Efter unionen med Spanien övergick området den 18 juli 1580 till spansk överhöghet. Under den portugisiska frigörelsen övertog Spanien området 1 december 1640 och vid Freden i Lissabon den 13 februari 1668 efter Portugisiska restaurationskriget kvarstod Isla Perejil och Ceuta under Spanien.
Den 17 september 1497 blev Melilla del av Spanien (Kungariket Kastilien), Peñón de Vélez de la Gomera införlivades den 23 juli 1508 följd av Peñón de Alhucemas den 28 augusti 1673. Den 20 juli 1847 erövrades Islas Chafarinas.
Områdena kvarstod under Spaniens förvaltning efter Spansk-marockanska kriget, den 30 mars 1912 skapades det fransk-spanska protektoratet Marocko (Fèsfördraget) uppdelad på Franska Marocko och Spanska Marocko, protektoratet omfattade heller inte områdena som fortsatt kvarstod under direkt spanskt styre. Även vid Marockos självständighet 1956 kvarstod områdena under Spanien.
1982 utsågs Islas Chafarinas till ett Refugio Nacional de Caza (naturreservat), här finns den näst största kolonin av rödnäbbad trut i världen.
När Ceuta och Melilla erhöll autonomistatus (ciudad autónoma) den 14 mars 1995 medföljde även öområdena under respektive stads förvaltning dock utan att vara del av stadsområdet.